# سلاح الجاذبية
سلاح الجاذبية (بالإنجليزية: Gravity gun)‏ هو سلاح خيالي يوجد بألعاب الفيديو ويستخدم في ألعاب تصويب منظور الشخص الأول التي تستخدم محرك الفيزياء. يمكن من خلاله تحريك الأشياء ورميها. وقد استخدم هذا السلاح في بعض الألعاب مثل هاف-لايف 2 وتايمسبليترز: فيوتشر بورفكت.